# 帕克拉河

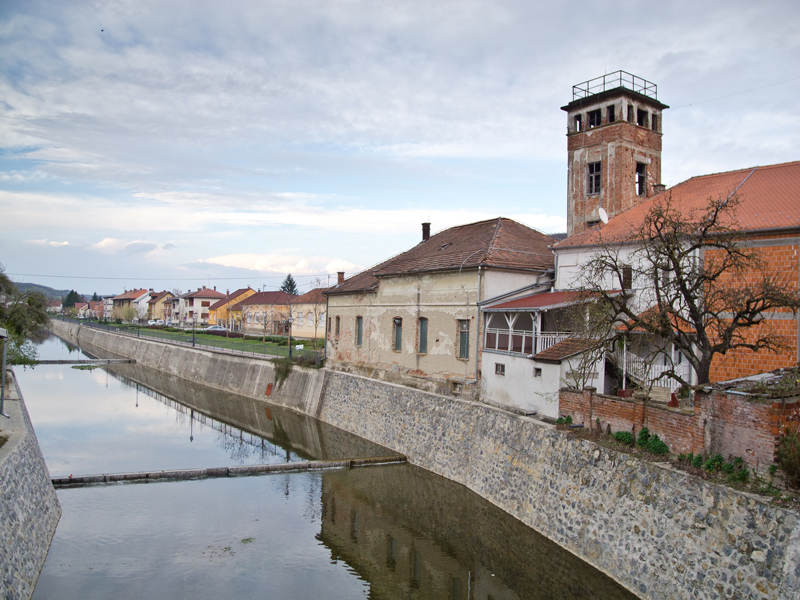
帕克拉河

帕克拉河是歐洲中部的河流，屬於洛尼亞河的左支流，流經斯洛文尼亞西部和克羅地亞中部，河道全長72公里，河畔城鎮有帕克拉茨和利皮克。
45°24′N 16°46′E / 45.400°N 16.767°E